# 관리도 (차트)

관리도 또는 컨트롤 차트(Control chart)는 품질 및 제조 프로세스가 안정적인 조건에서 관리되고 있는지 확인하기 위해 생산 관리에 사용되는 그래픽 도표이다. (ISO 7870-1) 시간별 현황을 그래프로 정리하고, 기존 추세와 다르거나 관리한계선을 벗어나는 데이터 유무를 기준으로 이상 유무를 판단한다. 관리도는 슈하트 개인 관리도(ISO 7870-2)와 CUSUM(CUsUM)(또는 누적 합계 관리도)(ISO 7870-4)로 분류된다.
슈하트 차트(월터 A. 슈하트의 이름에서 기원) 또는 프로세스 동작 차트라고도 하는 제어 차트는 제조 또는 비즈니스 프로세스가 제어 상태에 있는지 확인하는 데 사용되는 통계 프로세스 제어 도구이다. 관리도는 통계적 공정 모니터링(SPM)을 위한 그래픽 장치라고 말하는 것이 더 적절하다. 기존 관리도는 대부분 프로세스 분포의 기본 형태가 알려진 경우 프로세스 매개변수를 모니터링하도록 설계되었다. 그러나 21세기에는 기본 프로세스 분포에 대한 지식 없이도 들어오는 데이터 스트리밍을 모니터링할 수 있는 더욱 발전된 기술을 사용할 수 있다. 분포가 없는 관리도가 점점 인기를 얻고 있다.

## 같이 보기
- 6 시그마
- 전사적 품질 경영